# Naturschutzgebiet Unterlauf des Gerwinsiepens
Das Naturschutzgebiet Unterlauf des Gerwinsiepens mit einer Flächengröße von 8,8 ha liegt nordöstlich von Niedereimer im Stadtgebiet von Arnsberg im Hochsauerlandkreis. Es wurde 2021 mit dem Landschaftsplan Arnsberg durch den Kreistag des Hochsauerlandkreises als Naturschutzgebiet (NSG) ausgewiesen. Von 1998 bis 2021 war das heutige NSG Teil vom Landschaftsschutzgebiet Arnsberg.

## Beschreibung
Im NSG umfasst den naturnahen Bachunterlauf des Gerwinsiepens. Der Bachlauf hat im NSG teilweise einen begleitenden Erlenwald. Der teils stark mäandrierende Bach fließt in einem zumeist steinig-kiesigen Bett. An Teilstrecken des Baches im NSG stocken breitere bachbegleitende Erlenauwälder. Der Erlenauwald ist naturnah mit gut entwickelter Krautschicht bewachsen. Hinzu kommen begleitende feucht-nasse Säume mit charakteristischer niedrigwüchsiger Vegetation. Stellenweise sind hier Torfmoos und andere Nässezeiger in der Vegetation zu finden. Bei der NSG-Ausweisung ist die Bachaue stellenweise mit Fichten bestockt.
Der Landschaftsplan fordert als zusätzliche Entwicklungsmaßnahmen, dass vorhandene und aufkommende Fichtennaturverjüngung regelmäßig, vorrangig auf den Auenstandorten, entfernt werden soll und entfichtete Flächen der Sukzession zu überlassen sind.

## Spezielle Schutzzwecke für das NSG
Laut Landschaftsplan erfolgte die Ausweisung zum:
- „Schutz und Erhaltung von naturnahen Auen- und bachbegleitenden Wäldern und von naturnahen Fließgewässern und ihrer Lebensgemeinschaften als Refugiallebensraum und als Verbundbiotop in einer von Nadelholz dominierten Waldlandschaft;“
- „Entwicklung der Waldgesellschaften durch Umbau des Arteninventars und durch Vernetzung;“
- „Sicherung der Kohärenz und Umsetzung des Europäischen Schutzgebietssystems Natura 2000.“
- „Das NSG dient auch der nachhaltigen Sicherung von besonders schutzwürdigen Lebensräumen nach § 30 BNatSchG.“[1]